# 8381 Hauptmann
8381 Hauptmann (1992 SO24) là một tiểu hành tinh vành đai chính được phát hiện ngày 21 tháng 9 năm 1992 bởi F. Borngen ở Tautenburg.